# Liste der Lieder von Andrea Berg
Dies ist eine Liste der aufgenommenen und veröffentlichten Lieder der deutschen Schlagersängerin Andrea Berg. Die Reihenfolge der Titel ist alphabetisch sortiert. Sie gibt Auskunft auf welchem Tonträger und in welchem Jahr die Komposition erstmals erschienen ist. Ausgenommen in dieser Liste sind Medleys, Remixe und eigene Neuauflagen (Cover) ohne andere Besetzung.

## A
| Titel                      | Album              | Jahr |
| -------------------------- | ------------------ | ---- |
| Aber sonst geht's mir gut  | Träume lügen nicht | 1997 |
| Ab sofort wird gelebt      | Mosaik             | 2019 |
| Alles an mir               | Splitternackt      | 2006 |
| Atlantis lebt              | Atlantis           | 2013 |
| Auch heute noch            | Best Of            | 2001 |
| Auch wenn ich fühle wie du | Splitternackt      | 2006 |
| Auf zu neuen Abenteuern    | Atlantis           | 2013 |

## B
| Titel                                      | Album                 | Jahr |
| ------------------------------------------ | --------------------- | ---- |
| Barfuß durch die Nacht                     | Wo liegt das Paradies | 2001 |
| Belüg mich bitte nicht                     | Andrea Berg           | 2024 |
| Bin ich von allen guten Geistern verlassen | Atlantis              | 2013 |
| Bin nicht so stark                         | Machtlos              | 2003 |
| Bittersüße Zärtlichkeit                    | Du bist frei          | 1992 |
| Bleib                                      | Machtlos              | 2003 |
| Brennendes Herz                            | Abenteuer             | 2011 |

## D
| Titel                                    | Album                          | Jahr |
| ---------------------------------------- | ------------------------------ | ---- |
| Damals                                   | Nah am Feuer                   | 2002 |
| Damals war es Sommer                     | Weil ich verliebt bin          | 1999 |
| Danke, dass es dich gibt                 | Mosaik                         | 2019 |
| Dann nimmst du mich in deinen Arm        | Zwischen tausend Gefühlen      | 1998 |
| Das Gefühl                               | Atlantis                       | 2013 |
| Das hat die Welt noch nie gesehen        | Seelenbeben                    | 2016 |
| Das ist nicht fair                       | Andrea Berg                    | 2024 |
| Das kann kein Zufall sein                | Abenteuer                      | 2011 |
| Das Knistern von damals                  | Andrea Berg                    | 2024 |
| Das Paradies war viel zu weit            | Zwischen Himmel & Erde         | 2009 |
| Das Wunder des Lebens                    | Mosaik                         | 2019 |
| Davon geht die Welt nicht unter          | Atlantis                       | 2013 |
| Davon geht mein Herz nicht unter         | Mosaik                         | 2019 |
| Da wo ein Engel die Erde berührt         | Zwischen Himmel & Erde         | 2009 |
| Dein Blick berührt mich                  | Träume lügen nicht             | 1997 |
| Dein Engel                               | Abenteuer                      | 2011 |
| Dein Licht am Horizont                   | Atlantis                       | 2013 |
| Der Abschiedskuss                        | Du                             | 2004 |
| Der letzte Tag im Paradies               | Atlantis                       | 2013 |
| Der Teufel soll dich hol'n               | Zwischen Himmel & Erde         | 2009 |
| Die Gefühle haben Schweigepflicht        | Gefühle                        | 1995 |
| Die geheimen Träumer                     | Mosaik                         | 2019 |
| Die Nacht ist so lang                    | Machtlos                       | 2003 |
| Diese Nacht ist jede Sünde wert          | Seelenbeben                    | 2016 |
| Diese Nacht soll nie enden               | Zwischen tausend Gefühlen      | 1998 |
| Dieser Sommer mit dir                    | Machtlos                       | 2003 |
| Diese Träne                              | Schwerelos                     | 2010 |
| Die Sterne sind still                    | Nah am Feuer                   | 2002 |
| Doch du sagst nicht wann                 | Splitternackt                  | 2006 |
| Doch träumen will ich nur mit dir allein | Du bist frei                   | 1992 |
| Drachenreiter                            | Seelenbeben                    | 2016 |
| Du                                       | Du                             | 2004 |
| Du bist da                               | Atlantis                       | 2013 |
| Du bist das Feuer                        | Seelenbeben                    | 2016 |
| Du bist der Kompass                      | Andrea Berg                    | 2024 |
| Du bist ein Anfang und mein Ende         | Seelenbeben – Geschenk-Edition | 2016 |
| Du bist frei                             | Du bist frei                   | 1992 |
| Du bist gegangen                         | Abenteuer                      | 2011 |
| Du bist mein Zuhaus                      | Mosaik – Gold-Edition          | 2019 |
| Du hast mich tausendmal belogen          | Wo liegt das Paradies          | 2001 |
| Du kannst noch nicht mal richtig Lügen   | Schwerelos                     | 2010 |
| Du liebst mich nicht mehr                | Mosaik – Gold-Edition          | 2019 |
| Du musst erst fallen                     | Mosaik                         | 2019 |
| Du nennst es Liebe                       | Gefühle                        | 1995 |
| Du warst nicht frei für mich             | Wo liegt das Paradies          | 2001 |
| Du weckst Gefühle                        | Träume lügen nicht             | 1997 |
| Du wolltest mich für eine Nacht          | Splitternackt                  | 2006 |

## E
| Titel                           | Album                     | Jahr |
| ------------------------------- | ------------------------- | ---- |
| Ein bisschen Wahnsinn           | Splitternackt             | 2006 |
| Ein Herz braucht Rückenwind     | Andrea Berg               | 2024 |
| Einmal Himmel und zurück        | Abenteuer                 | 2011 |
| Einmal mit dir                  | Weil ich verliebt bin     | 1999 |
| Einmal nur mit dir alleine sein | Gefühle                   | 1995 |
| Ein Schiff wird kommen          | Machtlos                  | 2003 |
| Ein Tag mir dir im Paradies     | Machtlos                  | 2003 |
| Endlich Du                      | Schwerelos                | 2010 |
| Engel müssen fliegen            | Atlantis – Deluxe-Edition | 2013 |
| Es fängt schon wieder an        | Gefühle                   | 1995 |
| Es geht mir gut                 | Mosaik                    | 2019 |
| Es muss ja nicht für immer sein | Seelenbeben               | 2016 |
| Es war nur eine Nacht           | Machtlos                  | 2003 |
| Es wird nie wieder so sein      | Zwischen tausend Gefühlen | 1998 |

## F
| Titel                         | Album                          | Jahr |
| ----------------------------- | ------------------------------ | ---- |
| Feuervogel                    | Seelenbeben – Geschenk-Edition | 2016 |
| Flieg hinauf in die Nacht     | Zwischen Himmel & Erde         | 2009 |
| Flieg mit mir                 | Andrea Berg                    | 2024 |
| Flieg mit mir fort            | Abenteuer                      | 2011 |
| Fliegst du immer noch so hoch | Atlantis                       | 2013 |
| Frag nicht                    | Träume lügen nicht             | 1997 |

## G
| Titel                                    | Album                 | Jahr |
| ---------------------------------------- | --------------------- | ---- |
| Ganz egal                                | Nah am Feuer          | 2002 |
| Ganz heimlich                            | Weil ich verliebt bin | 1999 |
| Geh deinen Weg                           | Mosaik                | 2019 |
| Geh doch, wenn du sie liebst             | Best Of               | 2001 |
| Geh noch nicht                           | Splitternackt         | 2006 |
| Gib mir deine Hand                       | Andrea Berg           | 2024 |
| Glaub nicht, dass sie dich liebt wie ich | Splitternackt         | 2006 |
| Grenzenlos                               | Du                    | 2004 |

## H
| Titel                          | Album                     | Jahr |
| ------------------------------ | ------------------------- | ---- |
| Hallo                          | Atlantis                  | 2013 |
| Hallo Houston                  | Mosaik                    | 2019 |
| Halt mein Herz in der Hand     | Schwerelos                | 2010 |
| Halt mich fest                 | Träume lügen nicht        | 1997 |
| Halt mich ganz fest            | Wo liegt das Paradies     | 2001 |
| Halt mich, küß mich            | Zwischen tausend Gefühlen | 1998 |
| Herztattoo                     | Abenteuer                 | 2011 |
| Heut will' ich nur mit dir     | Splitternackt             | 2006 |
| Heut' wird ein Stern verglüh'n | Wo liegt das Paradies     | 2001 |
| Himmel auf Erden               | Atlantis                  | 2013 |
| Hör einfach zu                 | Wo liegt das Paradies     | 2001 |

## I
| Titel                                 | Album                     | Jahr |
| ------------------------------------- | ------------------------- | ---- |
| Ich bin wegen dir hier                | Mosaik                    | 2019 |
| Ich geh mit Dir                       | Atlantis                  | 2013 |
| Ich hab dich geliebt                  | Zwischen Himmel & Erde    | 2009 |
| Ich hab dich im Gefühl                | Schwerelos – Tour-Edition | 2011 |
| Ich hab heut Nacht mein Herz verloren | Andrea Berg               | 2024 |
| Ich hab' nie wieder im Regen getanzt  | Du                        | 2004 |
| Ich halt die Erde an                  | Schwerelos                | 2010 |
| Ich liebe das Leben                   | Schwerelos                | 2010 |
| Ich liebe Dich                        | Schwerelos                | 2010 |
| Ich schieß dich auf den Mond          | Abenteuer                 | 2011 |
| Ich sterbe nicht nochmal              | Wo liegt das Paradies     | 2001 |
| Ich tanz' den Blues allein            | Machtlos                  | 2003 |
| Ich träum mich zurück                 | Ich würd's wieder tun     | 2022 |
| Ich weiß, dass du mich belügst        | Du                        | 2004 |
| Ich weiß es noch                      | Nah am Feuer              | 2002 |
| Ich werde lächeln, wenn du gehst      | Seelenbeben               | 2016 |
| Ich werde nie wieder weinen           | 25 Jahre Abenteuer Leben  | 2017 |
| Ich werde wieder tanzen geh'n         | Schwerelos                | 2010 |
| Ich will deine Sehnsucht              | Weil ich verliebt bin     | 1999 |
| Ich will nicht länger davon träumen   | Atlantis                  | 2013 |
| Ich würd dich so gern wiedersehn      | Mosaik – Gold-Edition     | 2019 |
| Ich würd's wieder tun                 | Ich würd's wieder tun     | 2022 |
| I'll be there                         | Ich würd's wieder tun     | 2022 |
| Im Feuer der Nacht                    | Träume lügen nicht        | 1997 |
| Im nächsten Leben                     | Atlantis                  | 2013 |
| Im Schweigen der Nacht                | Weil ich verliebt bin     | 1999 |
| In dieser Nacht                       | Du bist frei              | 1992 |
| Insel der Nacht                       | Zwischen tausend Gefühlen | 1998 |
| Irgendwann ist irgendwann zu spät     | Andrea Berg               | 2024 |
| Irgendwo im Sommerwind                | Weil ich verliebt bin     | 1999 |
| Ist es zu spät                        | Abenteuer                 | 2011 |

## J
| Titel                              | Album                     | Jahr |
| ---------------------------------- | ------------------------- | ---- |
| Ja, ich will                       | 25 Jahre Abenteuer Leben  | 2017 |
| Jedes Feuer stirbt einmal im Regen | Splitternackt             | 2006 |
| Jenseits der Zärtlichkeit          | Zwischen tausend Gefühlen | 1998 |
| Jung, verliebt und frei            | Mosaik                    | 2019 |

## K
| Titel                           | Album                     | Jahr |
| ------------------------------- | ------------------------- | ---- |
| Kann ich die Sehnsucht besiegen | Gefühle                   | 1995 |
| Kennst du die Sehnsucht         | Zwischen tausend Gefühlen | 1998 |
| Kilimandscharo                  | Du bist frei              | 1992 |
| Kleines Wunder                  | Machtlos                  | 2003 |
| Komm tanz heut' nur mit mir     | Zwischen tausend Gefühlen | 1998 |

## L
| Titel                            | Album       | Jahr |
| -------------------------------- | ----------- | ---- |
| Lass mich einfach weiter träumen | Atlantis    | 2013 |
| Lass mich in Flammen stehen      | Seelenbeben | 2016 |
| Lass mich jetzt noch nicht geh'n | Du          | 2004 |
| Lass uns keine Zeit verliern     | Mosaik      | 2019 |
| Lebenslänglich                   | Abenteuer   | 2011 |
| Liebe ist mehr                   | Atlantis    | 2013 |
| Lieber Gott                      | Abenteuer   | 2011 |
| Lust auf pures Leben             | Seelenbeben | 2016 |

## M
| Titel                      | Album                     | Jahr |
| -------------------------- | ------------------------- | ---- |
| Mach diese Nacht unendlich | Zwischen Himmel & Erde    | 2009 |
| Mach mir schöne Augen      | Gefühle                   | 1995 |
| Machtlos                   | Machtlos                  | 2003 |
| Märchenschloss             | Seelenbeben               | 2016 |
| Mama                       | Machtlos                  | 2003 |
| Meilenweit                 | Atlantis – Deluxe-Edition | 2013 |
| Mein Prinz                 | Schwerelos – Tour-Edition | 2011 |
| Mich schaffst du nicht     | Nah am Feuer              | 2002 |
| Morgen werd ich gehn       | Atlantis                  | 2013 |
| Mosaik                     | Mosaik                    | 2019 |

## N
| Titel                                    | Album                                | Jahr |
| ---------------------------------------- | ------------------------------------ | ---- |
| Nachts wenn alles schläft                | Träume lügen nicht                   | 1997 |
| Nächstes Mal sag ich dann nein           | Andrea Berg: Live – Die Tournee 2025 | 2025 |
| Nah am Feuer                             | Nah am Feuer                         | 2002 |
| Nein                                     | Schwerelos                           | 2010 |
| Nein, das träum' ich nicht allein        | Splitternackt                        | 2006 |
| Neonlicht                                | Mosaik – Gold-Edition                | 2019 |
| Neugeboren                               | Seelenbeben – Geschenk-Edition       | 2016 |
| Never walk alone                         | Ich würd's wieder tun                | 2022 |
| Never walk alone (Song for the Children) | Ich würd's wieder tun – Gold-Edition | 2022 |
| Nicht irgendwann                         | Atlantis                             | 2013 |
| Nie mehr du und ich                      | Zwischen Himmel & Erde               | 2009 |
| Nirgendwo anders                         | Andrea Berg                          | 2024 |
| Nur die Nacht als Kleid                  | Du                                   | 2004 |
| Nur ein Gefühl                           | Zwischen tausend Gefühlen            | 1998 |

## O
| Titel                        | Album                  | Jahr |
| ---------------------------- | ---------------------- | ---- |
| Ohne dich hab' ich schon oft | Zwischen Himmel & Erde | 2009 |

## P
| Titel           | Album     | Jahr |
| --------------- | --------- | ---- |
| Piraten wie wir | Abenteuer | 2011 |

## R
| Titel                   | Album        | Jahr |
| ----------------------- | ------------ | ---- |
| Regenbogen              | Nah am Feuer | 2002 |
| Rendezvous mit dem Wind | Nah am Feuer | 2002 |

## S
| Titel                              | Album                                | Jahr |
| ---------------------------------- | ------------------------------------ | ---- |
| Sag mir doch                       | Schwerelos                           | 2010 |
| Sag niemals nie                    | Andrea Berg                          | 2024 |
| Schau dich nicht um, wenn du gehst | Zwischen tausend Gefühlen            | 1998 |
| Schau mir noch mal ins Gesicht     | Du bist frei                         | 1992 |
| Schenk mir die eine Nacht          | Träume lügen nicht                   | 1997 |
| Schenk mir einen Stern             | Schwerelos                           | 2010 |
| Schlaflose Nächte                  | Seelenbeben                          | 2016 |
| Schmetterlinge                     | Du                                   | 2004 |
| Schwarzes Labyrinth                | Du bist frei                         | 1992 |
| Schwerelos                         | Schwerelos                           | 2010 |
| Seelenbeben                        | Seelenbeben                          | 2016 |
| Seelenverwandt                     | Abenteuer                            | 2011 |
| Seemann, deine Heimat ist das Meer | Schwerelos – Tour-Edition            | 2011 |
| Sie ist die Frau                   | Du bist frei                         | 1992 |
| Sie ist noch da                    | Machtlos                             | 2003 |
| Simsalabim                         | Andrea Berg: Live – Die Tournee 2025 | 2025 |
| Solang die Erde sich dreht         | Seelenbeben                          | 2016 |
| SOS an Wolke 7                     | Ich würd's wieder tun                | 2022 |
| So schön ist das Leben             | Ich würd's wieder tun – Gold-Edition | 2022 |
| So wie beim ersten Mal             | Du bist frei                         | 1992 |
| Spiel noch einmal nur für mich     | Du                                   | 2004 |
| Splitternackt                      | Splitternackt                        | 2006 |
| Steh auf                           | Mosaik                               | 2019 |
| Sternenträumer                     | Seelenbeben                          | 2016 |
| Stimme der Nacht                   | Nah am Feuer                         | 2002 |

## T
| Titel                  | Album                          | Jahr |
| ---------------------- | ------------------------------ | ---- |
| Tango Amore            | Wo liegt das Paradies          | 2001 |
| Tief im Herzen Afrikas | Zwischen tausend Gefühlen      | 1998 |
| Tief im Sturm          | Zwischen Himmel & Erde         | 2009 |
| Träume lügen nicht     | Träume lügen nicht             | 1997 |
| Träumer wie wir        | Atlantis                       | 2013 |
| Traumpirat             | Seelenbeben – Geschenk-Edition | 2016 |

## U
| Titel                          | Album                 | Jahr |
| ------------------------------ | --------------------- | ---- |
| Über alle sieben Meere         | Abenteuer             | 2011 |
| Und dann fehlt mir der Mut     | Du bist frei          | 1992 |
| Und dann seh ich deine Augen   | Wo liegt das Paradies | 2001 |
| Und heute Abend geh ich tanzen | Wo liegt das Paradies | 2001 |
| Und ich nahm meine Träume      | Machtlos              | 2003 |
| Und wenn ich geh               | Weil ich verliebt bin | 1999 |
| Unendlich                      | Ich würd's wieder tun | 2022 |
| Unendlichkeit                  | Mosaik                | 2019 |
| Unser bester Moment            | Atlantis              | 2013 |
| Unsere beste Zeit              | Andrea Berg           | 2024 |

## V
| Titel                            | Album                                | Jahr |
| -------------------------------- | ------------------------------------ | ---- |
| Verdammt, ich lieb dich noch     | Zwischen Himmel & Erde               | 2009 |
| Vergessen und verzeihen          | Atlantis                             | 2013 |
| Vielleicht ein Traum zu viel     | Weil ich verliebt bin                | 1999 |
| Vielleicht verstehst du mich     | Du bist frei                         | 1992 |
| Viel zu schön um wahr zu sein    | Ich würd's wieder tun – Gold-Edition | 2022 |
| Vorübergehend nicht zu erreichen | Atlantis                             | 2013 |

## W
| Titel                                           | Album                                | Jahr |
| ----------------------------------------------- | ------------------------------------ | ---- |
| Warum                                           | Du                                   | 2004 |
| Warum belügst du mich                           | Splitternackt                        | 2006 |
| Warum hast du mit nie gesagt, bleib heut' Nacht | Splitternackt                        | 2006 |
| Warum nur träumen                               | Träume lügen nicht                   | 1997 |
| Was auch immer passiert                         | Ich würd's wieder tun – Gold-Edition | 2022 |
| Was ist gescheh'n                               | Du                                   | 2004 |
| Wehrlos in der Nacht                            | Weil ich verliebt bin                | 1999 |
| Weil du ein Zauberer bist                       | Atlantis                             | 2013 |
| Weil ich dich liebe                             | Du bist frei                         | 1992 |
| Weil ich verliebt bin                           | Weil ich verliebt bin                | 1999 |
| Weinen kann ich auch ohne dich                  | Weil ich verliebt bin                | 1999 |
| Wenn dein Mund mich küsst                       | Du                                   | 2004 |
| Wenn der Himmel brennt                          | Wo liegt das Paradies                | 2001 |
| Wenn du da bist                                 | Abenteuer                            | 2011 |
| Wenn du gehst                                   | Mosaik – Gold-Edition                | 2019 |
| Wenn du jetzt gehst                             | Zwischen Himmel & Erde               | 2009 |
| Wenn du mich berührst                           | Träume lügen nicht                   | 1997 |
| Wenn du mich willst (dann küß mich doch)        | Gefühle                              | 1995 |
| Wenn's heute passiert                           | Gefühle                              | 1995 |
| Wer einmal lügt                                 | Schwerelos                           | 2010 |
| Wer von uns                                     | Gefühle                              | 1995 |
| Wie ein kleines Kind                            | Weil ich verliebt bin                | 1999 |
| Wieviel Träume hab' ich geträumt                | Träume lügen nicht                   | 1997 |
| Wir können nicht verlieren                      | Atlantis                             | 2013 |
| Wir sehen uns                                   | Andrea Berg: Live – Die Tournee 2025 | 2025 |
| Wirst du mich lieben                            | Atlantis                             | 2013 |
| Wirst du's in meinen Augen seh'n                | Nah am Feuer                         | 2002 |
| Wo liegt das Paradies                           | Wo liegt das Paradies                | 2001 |
| Wonach du dich auch sehnst                      | Zwischen Himmel & Erde               | 2009 |
| Wovon träumst Du                                | Gefühle                              | 1995 |
| Wunderland                                      | Seelenbeben                          | 2016 |

## Z
| Titel                         | Album                     | Jahr |
| ----------------------------- | ------------------------- | ---- |
| Zauberer wie du               | Nah am Feuer              | 2002 |
| Zum Teufel mit der Einsamkeit | Schwerelos                | 2010 |
| Zwischen tausend Gefühlen     | Zwischen tausend Gefühlen | 1998 |